# ثامر جابر الأحمد الصباح
الشيخ ثامر جابر الأحمد الصباح (1971  - )، سفير دولة الكويت سابقًا لدى المملكة العربية السعودية والسفير الحالي لدى مملكة البحرين. وهو أحد أبناء أمير الكويت الثالث عشر الشيخ جابر الأحمد الصباح من زوجته بدرية ناصر الجيعان.

## حياته العلمية والعملية
- خريج أكاديمية ساندهيرست العسكرية الملكية، وحصل على شهادة بالعلوم العسكرية، وشهادة أخرى من جامعة في الولايات المتحدة بالعلوم السياسية.[1]
- عمل بالفترة من عام 1994 إلى عام 2000 في إدارة أمن الدولة، وبعام 2000 عين وكيل مساعد لشئون المكتب الفني بديوان ولي العهد.[1] وفي عام 2004 عين نائبًا لرئيس جهاز خدمة المواطنين وتقييم أداء الجهات الحكومية وذلك إلى عام 2008 [1]، وفي عام 2008 عين نائبًا لرئيس جهاز متابعة الأداء الحكومي ووكيلاً بديوان رئيس الوزراء.[1]
- تولى رئاسة عدد من اللجان الحكومية حول قضايا عدة:[1]
  - رئيس لجنة الندب والنقل بين الجهات الحكومية من عام 2004.
  - رئيس فريق تقارير ديوان المحاسبة بالفترة من 2004 إلى 2006.
  - رئيس فريق وضع ضوابط الاختيار القيادي بعامي 2005 - 2006.
  - رئيس اللجنة الدائمة لتنفيذ برنامج عمل الحكومة بعامي 2006 - 2007.
  - رئيس فريق عمل متابعة تنفيذ قرار مجلس الوزراء بوقف التعيين والنقل والندب أثناء انتخابات مجلس الأمة عام 2008.
  - رئيس فريق التحقيق في ملابسات إعطاء الجنسية عام 2008.
  - رئيس فريق متابعة تنفيذ توصيات تقرير ديوان المحاسبة حول المصروفات المالية المنسوبة لديوان سمو رئيس مجلس الوزراء عام 2008.
- كما أنه عضو بعدد من المجالس واللجان الحكومية.[1]
- بتاريخ 30 يوليو 2012 نقل إلى وزارة الخارجية بدرجة سفير[2]، وفي 6 أغسطس عين سفيرًا لدولة الكويت لدى المملكة العربية السعودية.[3]
- بتاريخ 9 اكتوبر 2019 عين سفيرًا لدولة الكويت لدى مملكة البحرين.

## حياته الشخصية
متزوج من الشيخة نورية أحمد صباح السالم الصباح، ولديهما من الأبناء:
- جابر.
- بدرية.
- نورية.